# Eurowheel

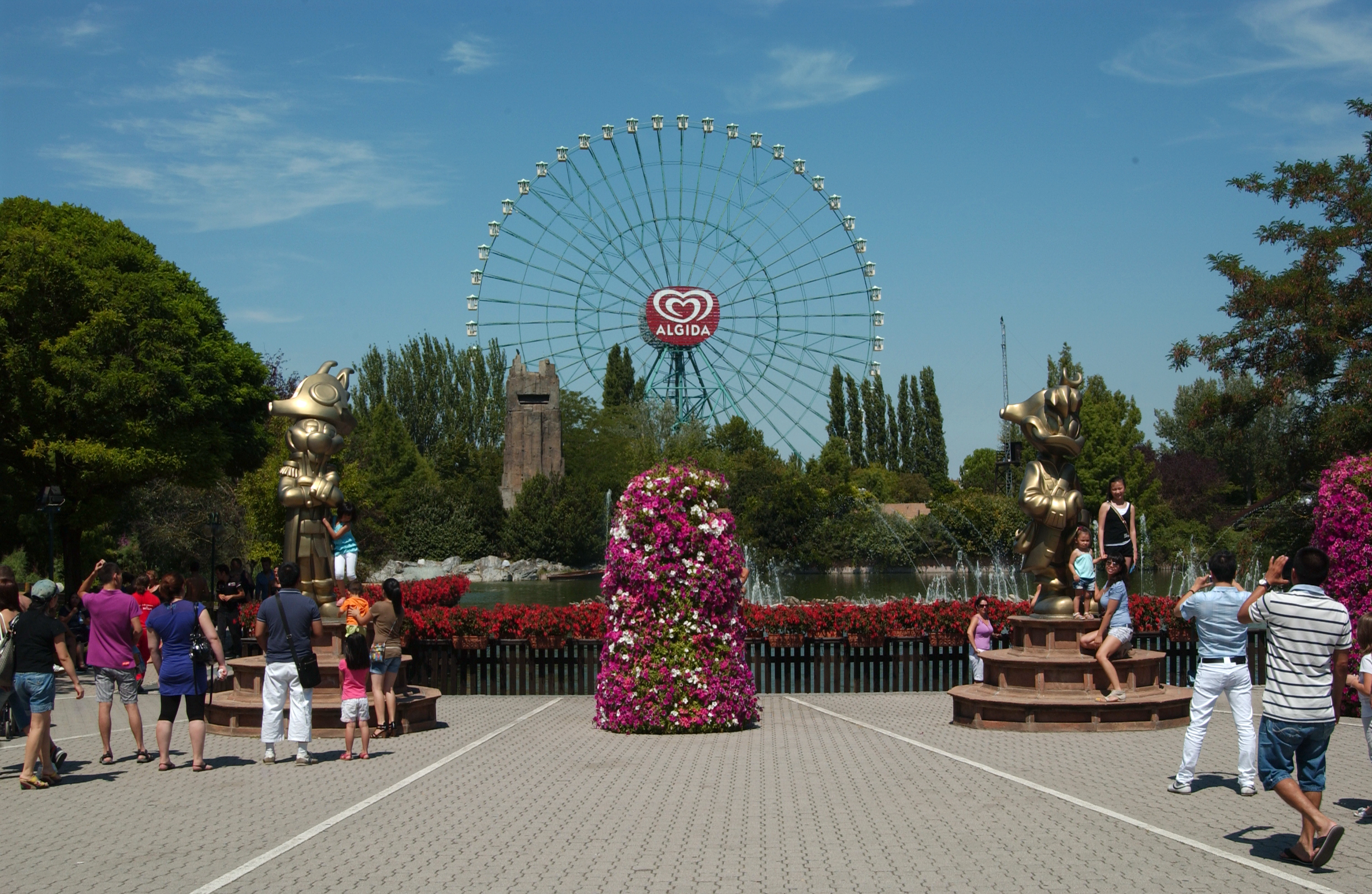
Eurowheel vista da Piazza del Levante

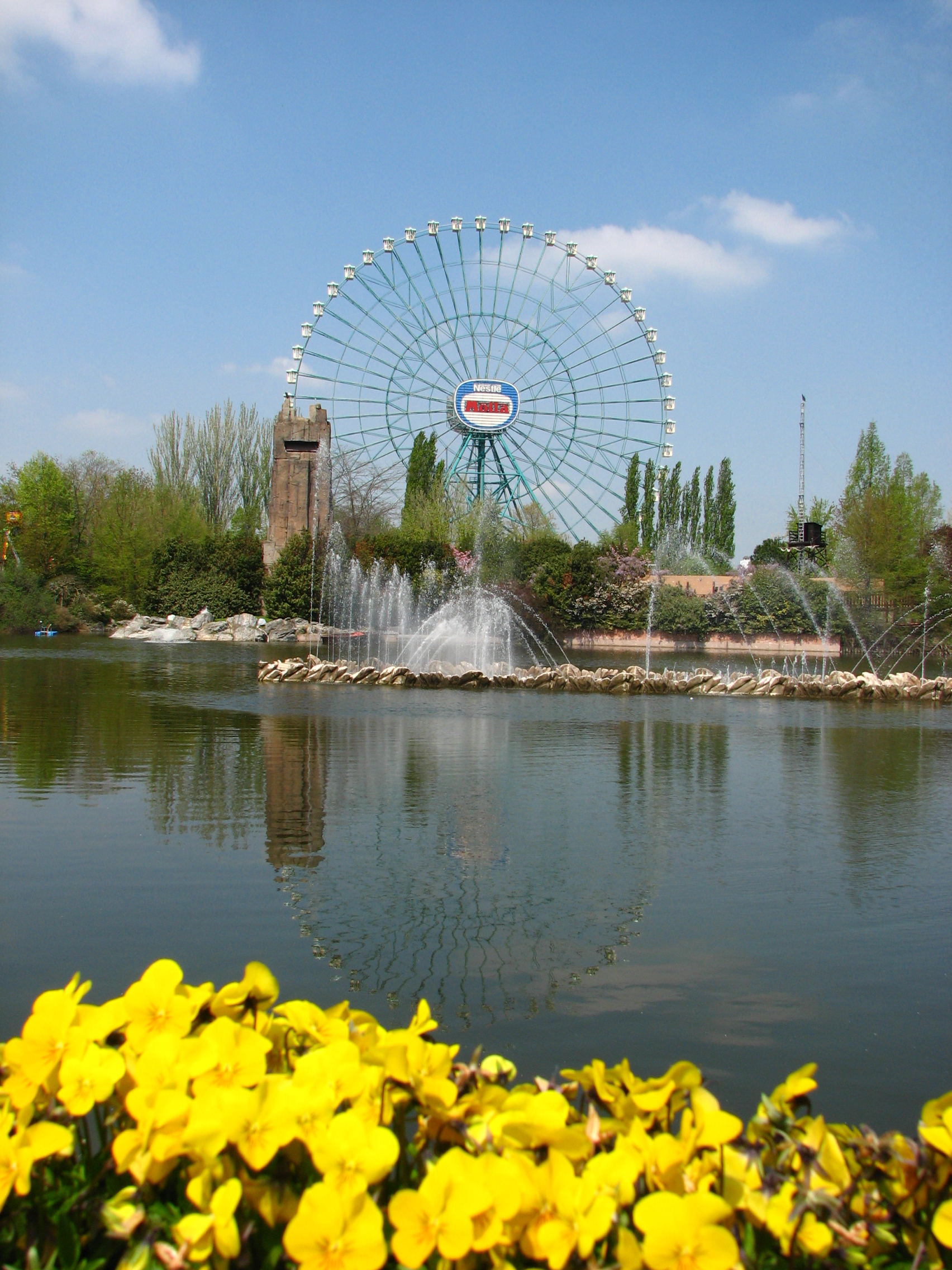
Eurowheel

Eurowheel è una ruota panoramica alta 92 m situata nel parco divertimenti Mirabilandia di Ravenna. Offre una vista su tutto il parco, le pinete circostanti e le vicine spiagge. Nelle giornate più chiare è possibile osservare il Monte Titano, rilievo sul quale ha sede la Repubblica di San Marino, situato a circa 50 km di distanza. La struttura è illuminata da 50 000 lampadine, che, nelle ore notturne, la rendono visibile da chilometri di distanza.

## Caratteristiche tecniche
Costruita e inaugurata nel 1998, Eurowheel era inizialmente la più alta ruota panoramica esistente in Europa, battendo il record della Moscow-850 di Mosca, con un diametro di 70 m.
La struttura della ruota è dell'azienda russa Pax, mentre le cabine sono dell'azienda italiana Preston & Barbieri.
Le cabine sono 50 e ciascuna ospita 4-5 persone. Il giro completo viene effettuato in 18 minuti circa.
La cabina numero 17, a causa dei pregiudizi legati a questo numero, non è accessibile. Infatti, al posto della porta d'accesso c'è una barriera in plexiglas.

## Sponsor
Al centro della struttura della ruota, fin dalla sua apertura, viene esposta l'insegna luminosa del main sponsor di Mirabilandia. Questi i marchi che si sono susseguiti negli anni:
- 1998-2003: Tamoil
- 2004-2010: Motta
- 2011-oggi: Algida.[2]